# یهودی (فیلم ۱۹۵۸)
یهودی (هندی: यहूदी) فیلمی هندی است که در سال ۱۹۵۸ منتشر شد. از بازیگران آن می‌توان به دیلیپ کومار و مینا کوماری اشاره کرد.